# Фудзиёсида

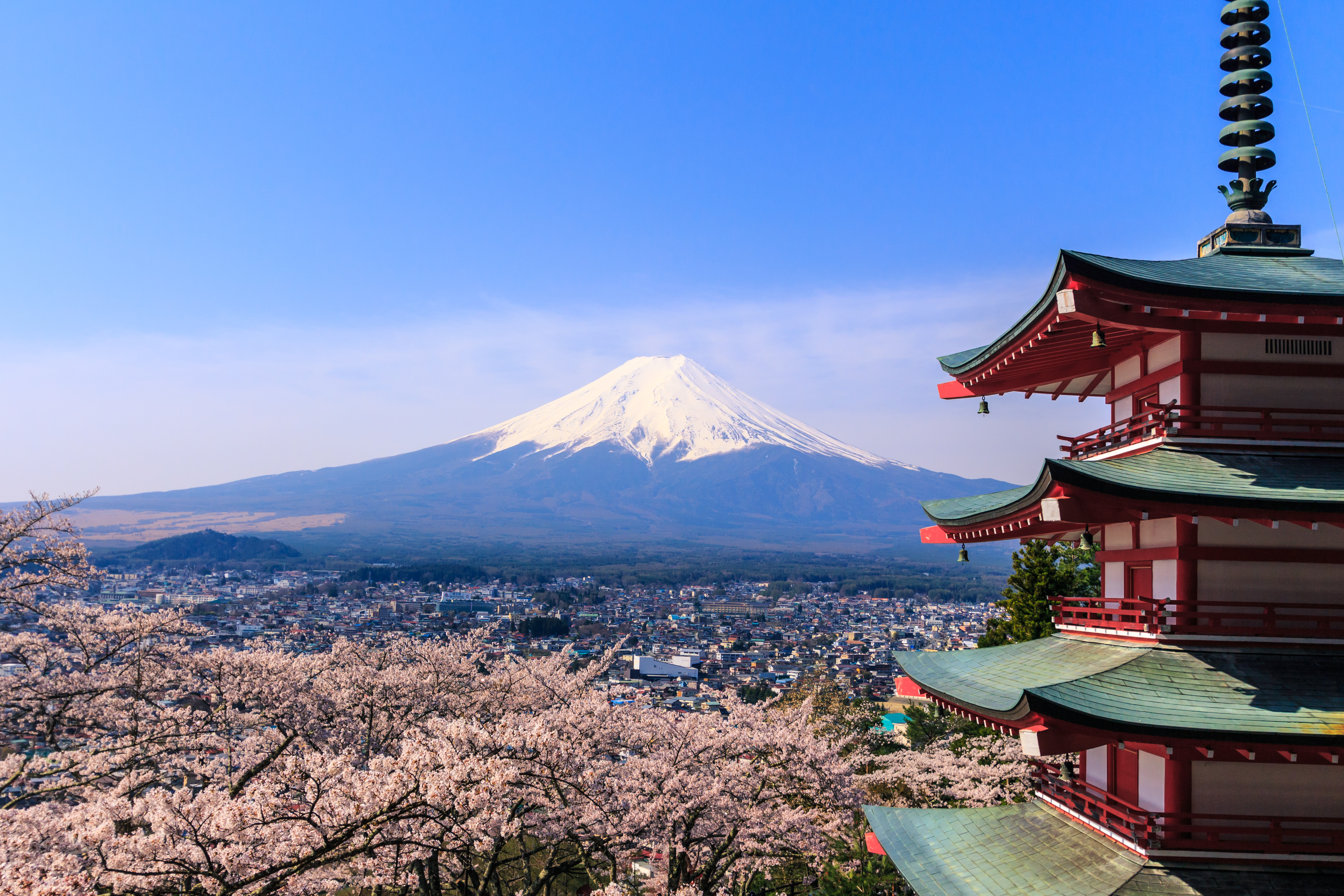
Вид на Красную пагоду (Тюрэйто) и г. Фудзияма

Фудзиёсида (яп. 富士吉田市 Фудзиёсида-си) — город в Японии, находящийся в префектуре Яманаси. Площадь города составляет 121,83 км², население — 49 055 человек (1 августа 2014), плотность населения — 402,65 чел./км².

## Географическое положение
Город расположен на острове Хонсю в префектуре Яманаси региона Тюбу. С ним граничат города Цуру, Фудзиномия, посёлки Нисикацура, Фудзикавагутико, Ояма и сёла Осино, Нарусава, Яманакако.

## Население
Население города составляет 49 055 человек (1 августа 2014), а плотность — 402,65 чел./км². Изменение численности населения с 1980 по 2005 годы:
| 1980 | 53 569 чел. |  |
| 1985 | 54 796 чел. |  |
| 1990 | 54 804 чел. |  |
| 1995 | 54 691 чел. |  |
| 2000 | 54 090 чел. |  |
| 2005 | 52 572 чел. |  |

## Символика
Деревом города считается берёза плосколистная, цветком — Prunus incisa, птицей — большой пёстрый дятел.

## Достопримечательности
- Смотровые площадки на Фудзи.
- Красная пагода (Тюрэйто).
- Музей горы Фудзи. Среди прочего, в нём есть комната, в которой повторяются погодные условия на вершине горы.

## Города-побратимы
- Колорадо-Спрингс, США (1962)
- Шамони, Франция (1978)